# 楠元町 (名古屋市)
楠元町（くすもとちょう）は、愛知県名古屋市千種区の地名。楠元町1丁目及び楠元町2丁目。住居表示未実施。

## 地理
名古屋市千種区中央部に位置する。東は日和町・本山町、西は城山町、南は末盛通、北は春里町に接する。

## 歴史

### 地名の由来
春里町地内にあった八幡社の境内の木々に由来する「楠」と呼ばれた場所の南部を楠元町と名付けたものであるとされる。

### 沿革
- 1945年（昭和20年）9月20日 - 千種区田代町の一部により同区楠元町として成立[1]。
- 1947年（昭和22年） - 愛知中学校が開設される[9]。
- 1948年（昭和23年） - 愛知高等学校およびその定時制高校が開設される[9]。
- 1950年（昭和25年） - 愛知学院短期大学が開設される[9]。
- 1953年（昭和28年） - 愛知学院大学商学部開設[9]。
- 1967年（昭和42年） - 愛知中学校・高等学校が同区光が丘へ移転[9]。
- 1974年（昭和49年） - 愛知学院大学が日進町（当時）のキャンパスに多くの学部を移転[9]。

## 世帯数と人口
2019年（平成31年）1月1日現在の世帯数と人口は以下の通りである。
| 町丁   | 世帯数  | 人口  |
| ------ | ------- | ----- |
| 楠元町 | 300世帯 | 502人 |

### 人口の変遷
国勢調査による人口の推移
| 1950年（昭和25年） | 431人 | [ 10 ] |  |
| 1955年（昭和30年） | 564人 | [ 10 ] |  |
| 1960年（昭和35年） | 663人 | [ 11 ] |  |
| 1965年（昭和40年） | 695人 | [ 11 ] |  |
| 1970年（昭和45年） | 680人 | [ 12 ] |  |
| 1975年（昭和50年） | 674人 | [ 12 ] |  |
| 1980年（昭和55年） | 601人 | [ 13 ] |  |
| 1985年（昭和60年） | 601人 | [ 13 ] |  |
| 1990年（平成2年）  | 635人 | [ 14 ] |  |
| 1995年（平成7年）  | 601人 | [ 15 ] |  |
| 2000年（平成12年） | 564人 | [ 16 ] |  |
| 2005年（平成17年） | 604人 | [ 17 ] |  |
| 2010年（平成22年） | 581人 | [ 18 ] |  |

## 学区
市立小・中学校に通う場合、学校等は以下の通りとなる。また、公立高等学校に通う場合、学区は以下の通りとなる。
| 番・番地等 | 小学校               | 中学校               | 高等学校 |
| ---------- | -------------------- | -------------------- | -------- |
| 全域       | 名古屋市立東山小学校 | 名古屋市立東星中学校 | 尾張学区 |

## 施設
- 愛知学院大学[21]北緯35度10分3.4秒 東経136度57分40.7秒 / 北緯35.167611度 東経136.961306度

## その他

### 日本郵便
- 郵便番号 : 464-0037[4]（集配局：千種郵便局[22]）。

### 統計資料
- 名古屋市総務局企画室統計課 編『昭和31年版 名古屋市統計年鑑』名古屋市、1957年。
- 名古屋市総務局企画部統計課 編『昭和41年版 名古屋市統計年鑑』名古屋市、1967年。
- 名古屋市総務局統計課 編『昭和51年版 名古屋市統計年鑑』名古屋市、1977年。
- 名古屋市総務局統計課 編『昭和60年国勢調査 名古屋の町・丁目別人口（昭和60年10月1日現在）』名古屋市役所、1986年。
- 名古屋市総務局企画部統計課 編『平成2年国勢調査 名古屋の町（大字）別・年齢別人口（平成2年10月1日現在）』名古屋市役所、1994年。
- 名古屋市総務局企画部統計課 編『平成7年国勢調査 名古屋の町（大字）・丁目別人口（平成7年10月1日現在）』名古屋市役所、1996年。